# E-Enterprise
e-Enterprise oder auch elektronische/virtuelle Organisation verfolgt das Ziel, die gesamten Anwendungen eines Unternehmens zusammenzuführen, um somit ein erweitertes Unternehmen ausbauen zu können, welches als papierlose Organisation arbeitet. Es soll die Abteilungen digital abbilden, die anfallenden Informationsflüsse in Arbeitsprozessen, sowie die Kommunikation mit allen internen und externen Bereichen (Unternehmens-Informations-Infrastruktur), abwickeln. Die Strategie der e-Enterprise-Entwicklung ist die Integration aller Geschäftsbereiche und Anwendungen, die über das Internet oder Intranet-/Extranet-Umgebung („elektronisch“) abgebildet werden.

## Entwicklung
e-Enterprise hat sich aus dem net-Commerce, basierend auf EDI (1980s/1990s), der e-Commerce-Phase (1997) und der nachfolgenden e-Business-Phase (1999) entwickelt. Es ist ein Ergebnis des Trends der „Elektronization“ (i. w. S. Internetisierung, Dematerialisierung und Virtualisierung – vgl. Micic 2007) und der Integration von allen Unternehmensanwendungen.
Die Entwicklung von e-Enterprise begann Anfang des neuen Jahrtausends mit der Überarbeitung der ERP-Systeme. Die Entwicklung und Umsetzung ist erst am Anfang und es wird Jahrzehnte dauern, bis es den Einzug in die gesamte Wirtschaft vollzogen hat.

## Treibende Faktoren
Treibende Faktoren sind zum einen die Zukunftsfaktoren „Dematerialisierung und Virtualisierung“, „Internetisierung“, zum anderen das schnelle Wachstum von Web-Technologien.

## Abgrenzung zum e-Business
Für die höchste Steigerungsform des e-Business (= die Umsetzung von Geschäftsprozessen und Beziehungen zu Geschäftspartnern, Mitarbeitern und Kunden eines Unternehmens durch elektronische Medien) wurde der Begriff e-Enterprise formuliert. Im Gegensatz zum e-Business, wo Geschäftsprozesse elektronisch unterstützt werden, erfolgt bei e-Enterprise eine Anpassung des Geschäftsmodells und der Prozesse auf die e-Business-Technologien. Ziel ist, einen möglichst hohen Grad Integration von e-Business-Technologien in den Prozessen zu erreichen. Dies erfordert eine hohe Standardisierung der Geschäftsabläufe, damit diese effizient elektronisch abgebildet werden können.

## Erweiterte Definition
e-Enterprise ist die nächste Stufe des e-Business. Es baut auf dem e-Business auf. E-Enterprise verfügt über generalistische Fähigkeiten und ermöglicht die Umsetzung von Online-Geschäftsmodellen, Applikationen, Architektur und Werkzeugen.
Das e-Enterprise ist eine Kombination aus „point-and-click“-Net-Business-Modell („Unternehmen, die ausschließlich im Internet präsent sind“) und dem traditionellen „brick-and-mortal“-Vermögen (Unternehmen, bei denen der Kundenkontakt in realen Geschäfts- und Verkaufsräumen stattfindet). Es verändert das originäre Unternehmen grundlegend. Die nächste Generation von Organisationen hat vier Hauptcharakteristika:
- Schnelligkeit und Reaktionsfähigkeit in Echtzeit auf Kundenanforderungen
- ein iterativer / wiederholender Ansatz: „einführen, lernen, und neu einführen“
- ganzheitliche und konsequente „methodologies to define“-Strategie, Prozess, Anwendung und Technologiearchitektur
- Ausrichtung der Technologie mit dem Geschäftsmodell der einzelnen Unternehmen

Ein e-Enterprise-Modell ist eine Erweiterung verschiedener Arten von Business- und Technologiemodellen, die Manager für die Betrachtung und Abbildung ihrer Organisationen und Softwareanwendungen verwenden.